# جان اوبیانگ
جان اوبیانگ (انگلیسی: Johann Obiang؛ زادهٔ ۵ ژوئیهٔ ۱۹۹۳) بازیکن فوتبال اهل گابن است.
از باشگاه‌هایی که در آن بازی کرده‌است می‌توان به اشاره کرد.
وی همچنین در تیم ملی فوتبال گابن بازی کرده‌است.